# Estuaire de la Rance
Estuaire de la Rance este o arie protejată (sit de importanță comunitară — SCI) din Franța întinsă pe o suprafață de 2.785 ha, din care 33 % marine.

## Localizare
Centrul sitului Estuaire de la Rance este situat la coordonatele 48°33′32″N 1°58′03″W / 48.55889°N 1.9675°V.

## Înființare
Situl Estuaire de la Rance a fost declarat arie specială de conservare în baza directivei 92/43 din 1992 referitoare la conservarea habitatelor naturale și a faunei și florei sălbatice pentru a proteja 13 specii de animale.

## Biodiversitate
Situată în ecoregiunea atlantică, aria protejată conține 19 habitate naturale: Vegetație anuală la limita mareei, Pajiști uscate europene, Estuare, Faleze cu vegetație de pe coastele atlantice și baltice, Liziere de ierburi înalte hidrofile de câmpie și de nivel montan până la alpin, Păduri de fag acidofile atlantice, cu subarboret de Ilex și, uneori, de asemenea, Taxus, la nivelul arbuștilor (Quercion robori-petraeae sau Ilici-Fagenion), Păduri pe pante, grohotișuri și ravene de Tilio-Acerion, Salicornia și alte specii anuale care populează regiunile mlăștinoase și nisipoase, Pante stâncoase silicioase cu vegetație casmofită, Pășuni mediteraneene udate de apa mării (Juncetalia maritimi), Păduri de fag Asperulo-Fagetum, Roci stâncoase cu vegetație pionieră de Sedo-Scleranthion sau Sedo albi-Veronicion dillenii, Bancuri de nisip acoperite în permanență slab de apă marină, Lagune de coastă, Pășuni atlantice udate de apa mării (Glauco-Puccinellietalia maritimae), Păduri aluvionare cu Alnus glutinosa și Fraxinus excelsior (Alno-Padion, Alnion incanae, Salicion albae), Terase mlăștinoase și terase nisipoase neacoperite de apă la reflux, Golfuri mici largi și golfuri puțin adânci, Recifuri.
La baza desemnării sitului se află mai multe specii protejate:
- mamifere (10): liliac cârn (Barbastella barbastellus), vidră de râu (Lutra lutra), liliac cu aripi lungi (Miniopterus schreibersii), liliac cu urechi mari (Myotis bechsteinii), liliac cărămiziu (Myotis emarginatus), liliac comun (Myotis myotis), focă obișnuită (Phoca vitulina), marsuin (Phocoena phocoena), liliacul mare cu potcoavă (Rhinolophus ferrumequinum), liliacul mic cu potcoavă (Rhinolophus hipposideros)
- nevertebrate (1): rădașcă (Lucanus cervus)
- pești (2): Alosa alosa, Alosa fallax

Pe lângă speciile protejate, pe teritoriul sitului au mai fost identificate 5 specii de plante, 2 specii de păsări, 6 specii de mamifere, 1 specie de pești.